# Proszowa
Proszowa (niem. Gräflich Kunzendorf) – niewielka wieś w południowo-zachodniej Polsce, w województwie dolnośląskim, w powiecie lwóweckim, w gminie Mirsk.

## Położenie
Wieś położona jest na Pogórzu Izerskim, na Przedgórzu Rębiszowskim, w dolinie potoku Łada, u północnego podnóża Grzbietu Kamienickiego (Góry Izerskie). Znajduje się na wschód od wsi Przecznica, na zachód od Kwieciszowic i na południe od Rębiszowa. Grunty Proszowej położone są na wysokości 465–520 m n.p.m. i zajmują powierzchnię 273 ha.

## Nazwa
Do 1677 roku wieś nosiła nazwę Cunzdorf, później została zmieniona na Cunzendorff, następnie w 1828 - Kunzendorf am Kahlen Berge,  w 1871 - Gräflich Kunzendorf, a w 1945 - Iwenica. Swą aktualną nazwę Proszowa nosi od roku 1947.

## Podział administracyjny
W latach 1975–1998 miejscowość położona była w województwie jeleniogórskim.

## Demografia
W połowie roku 2000 zamieszkiwana była przez 139 mieszkańców. Według Narodowego Spisu Powszechnego (III 2011 r.) liczyła 125 mieszkańców.

## Historia
Proszowa jest bardzo starą wsią położoną na przedpolu Grzbietu Kamienieckiego Gór Izerskich przy Starym Trakcie Handlowym Żytawsko- Jeleniogórskim. Powstała w wyniku kolonizacji tych terenów przez księcia Bolesława Wysokiego na przełomie XII i XIII wieku. Pierwsze źródła historyczne z 1211 r. donoszą, że Proszowa była wsią prywatną, wchodzącą w obręb posiadłości Starej Kamienicy, którą władał protoplasta rodu von Schaffgotschów.
Prawdopodobne początki wsi sięgają XII lub XIII wieku, zachowały się źródła z roku 1211, w których wieś wzmiankowana jest jako Cunzdorf (później używane warianty tej nazwy to Kuntzendorff, Cuntzendorff, Kuntzendorf, Kunzendorf, Gräflich Kunzendorf). Na pobliskiej górze Urwistej (562 m n.p.m.) prawdopodobnie znajdował się gród, po którym jednak dziś nie ma już śladu. Pod koniec średniowiecza von Schaffgotschowie, właściciele dzisiejszej Proszowej i wielu okolicznych wsi zbudowali tu jeden ze swoich dworów.
Proszowa nigdy nie była ośrodkiem turystycznym, ale przed 1945 r. istniało tu schronisko młodzieżowe. Ponadto w wielu domach wynajmowane były pokoje dla turystów. Istniał tu również basen kąpielowy, stacja benzynowa, dom sądowy z salą taneczną i miejscami noclegowymi, masarnia, piekarnia, browar, dwie gospody, zajazd oraz remiza OSP. Przez wieś wiodło również wiele szlaków spacerowych wyposażonych w infrastrukturę turystyczną (ławeczki, miejsca widokowe).

## Zabytki
Najstarszym i zarazem najcenniejszym zabytkiem wsi Proszowa jest zbudowany na przełomie XV/XVI w. kościół pod wezwaniem Narodzenia Jana Chrzciciela. Budowla ta wzniesiona została z kamienia łupanego. W XVII w. kościół został przebudowany ze stylu późnogotyckiego na barokowy. Reprezentuje on typ kościołów wiejskich, licznie występujących na terenie Dolnego Śląska o wartościach architektonicznych wzbogaconych o takie detale, jak: portal, stolarka drzwi, pilastry, półkoliste, zamknięte okna, ośmioboczna wieża. Na przełomie XVI i XVII wieku ta część Europy znajdowała się pod silnym oddziaływaniem ewangelików, dlatego też na pierwszy zbór ewangelicki we wsi zaadaptowano kościół katolicki, który później zwrócono katolikom.
W XV wieku został tu wzniesiony kościół, który wkrótce przejęli Ewangelicy i użytkowali go do 25.02.1654 roku. Po przejęciu Śląska przez Prusy w 1742 r., podjęto przebudowę tego kościoła, którą ukończono w roku 1744. W 1825 r. do kościoła ewangelickiego w Proszowej należał także Antoniów i Kwieciszowice. Powstała też ewangelicka przykościelna szkoła, która posiadała jednego nauczyciela i dwóch pomocników. Szkoła ta dysponowała legatem dla biednych uczniów. Do kościoła katolickiego zaś, który był filią parafii Mirsk, należała plebania z lasem.
We wsi spotkać można ciekawy zespół starych budynków o cechach doskonale oddających charakter budowli ludności regionu o konstrukcjach przysłupowych, murowano-szachulcowych, drewnianych, drewniano-szachulcowych, zrębowo-przysłupowych.

### Zabytki wpisane do rejestru

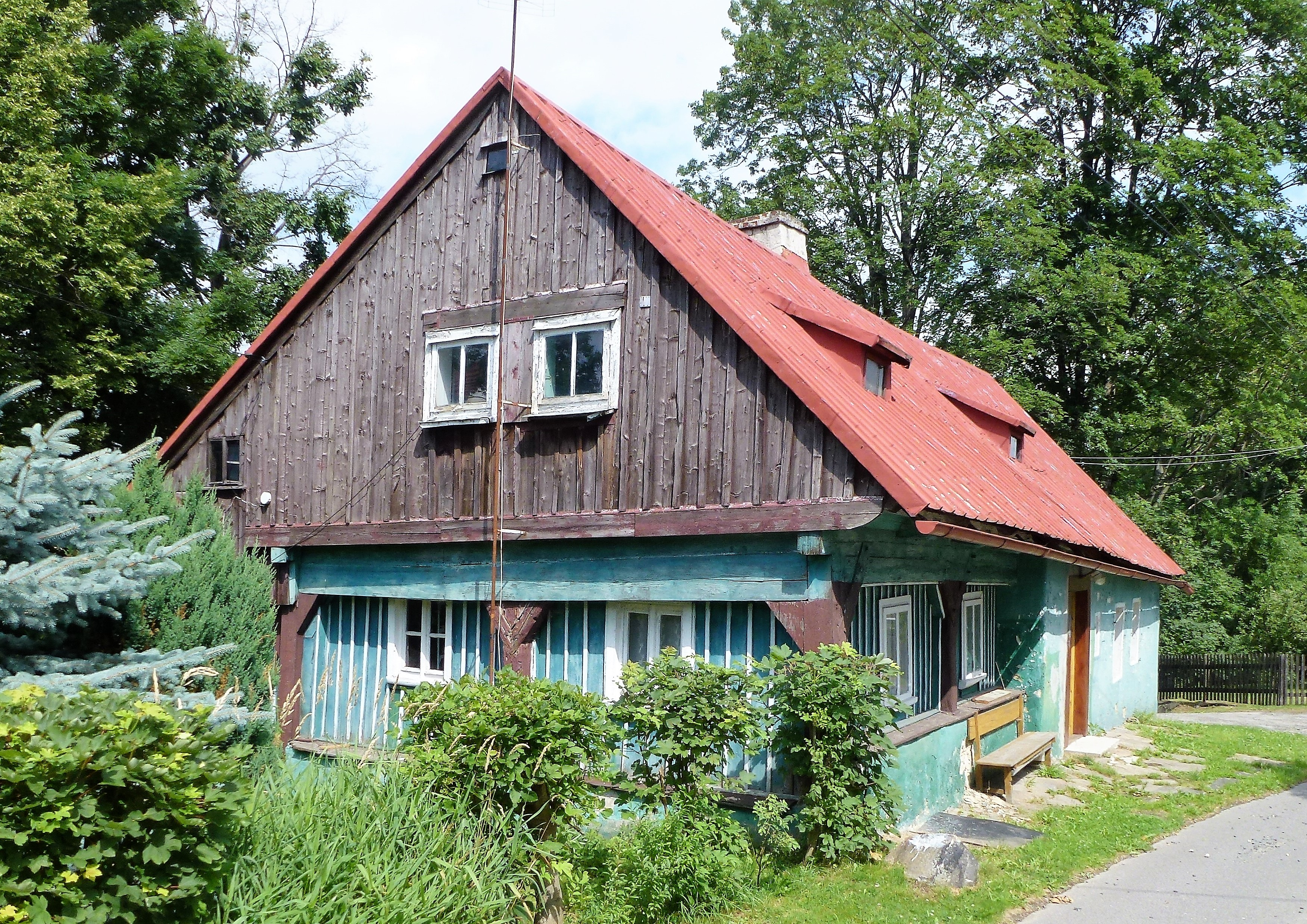
Zabytkowy dom nr 55 w Proszowej.

Do wojewódzkiego rejestru zabytków wpisane są:
- kościół filialny pw. św. Jana Chrzciciela, z XV wieku, przebudowywany w XVIII wieku otrzymał wyposażenie barokowe; w czasie tych (i późniejszych, XIX-wiecznych) robót zatracił swoje pierwotne cechy gotyckie
- cmentarz przykościelny
- dom mieszkalno-gospodarczy nr 52, z drugiej połowy XIX w.
- dom mieszkalno-usługowy, budynek starej kuźni nr 55, z końca XVIII w. nr decyzji A/5891. Własność prywatna planowana do restauracji i adaptowania dla potrzeb krzewienia lokalnych tradycji architektonicznych i kulturowych regionu

Zabytki nieistniejące:
- kościół ewangelicki[9], wybudowany w latach 1742–1744; po roku 1945 nie był używany i uległ dewastacji tak, że w latach 80. XX wieku został rozebrany.